# LibreOffice
LibreOffice /ˈliːbrə/ là bộ ứng dụng văn phòng mã nguồn mở do The Document Foundation phát triển. Nó phân nhánh từ OpenOffice.org năm 2010, phiên bản nguồn mở của StarOffice trước đó. Bộ LibreOffice bao gồm trình xử lý văn bản, ứng dụng bảng tính, trình chiếu, sơ đồ và bản vẽ, làm việc với cơ sở dữ liệu và soạn thảo công thức toán học. Nó có sẵn trong 115 ngôn ngữ.
Mục tiêu của các lập trình viên khi phát triển nó là tạo ra một bộ phần mềm văn phòng không phụ thuộc vào nhà cung cấp nào, có hỗ trợ ODF và không đòi hỏi phải có sự chuyển nhượng bản quyền nào. Tên phần mềm là một từ ghép giữa Libre, có nghĩa là tự do trong tiếng Tây Ban Nha và tiếng Pháp, cùng với từ Office (văn phòng) của tiếng Anh.
LibreOffice sử dụng định dạng file OpenDocument (ODF) theo chuẩn ISO/IEC OpenDocument làm định dạng chính để lưu các tài liệu cho tất cả các ứng dụng của nó. LibreOffice cũng hỗ trợ các định dạng file của hầu hết các bộ văn phòng lớn khác, bao gồm Microsoft Office, thông qua nhiều bộ lọc nhập/xuất.
LibreOffice có sẵn cho nhiều nền tảng máy tính khác nhau, bao gồm Microsoft Windows, macOS, Linux, Android, iOS, và Chromebook. cũng như dưới dạng một bộ văn phòng trực tuyến LibreOffice Online. Nó là bộ ứng dụng văn phòng mặc định của hầu hết các bản phân phối Linux phổ biến. Đây là bộ phần mềm văn phòng tự do nguồn mở được phát triển tích cực nhất, với hoạt động phát triển gấp khoảng 50 lần Apache OpenOffice, hậu duệ lớn khác của OpenOffice.org.
Dự án đã được công bố và bản beta được phát hành ngày 28 tháng 9 năm 2010. Từ tháng 1 năm 2011 (bản phát hành chính thức đầu tiên) và tháng 10/2011, LibreOffice đã được tải xuống khoảng 7,5 triệu lần. Dự án tuyên bố 120 triệu địa chỉ tải xuống duy nhất từ tháng 5/2011 đến tháng 5/2015, không bao gồm các bản phân phối Linux, với 55 triệu trong số đó là từ tháng 5/2014 đến tháng 5/2015.

## Chức năng chính

### Các ứng dụng đi kèm
| Thành phần | Thành phần | Ghi chú |
| ---------- | ---------- | --- |
|            | Writer     | Một trình soạn thảo văn bản với chức năng tương tự và hỗ trợ file của Microsoft Word hoặc WordPerfect. Nó có khả năng xử lý văn bản WYSIWYG rộng rãi, nhưng cũng có thể được sử dụng như một trình soạn thảo văn bản cơ bản. |
|            | Calc       | Một chương trình bảng tính, tương tự như Microsoft Excel hoặc Lotus 1-2-3. Nó có một số tính năng độc đáo, bao gồm một hệ thống tự động xác định hàng loạt biểu đồ, dựa trên thông tin có sẵn cho người dùng. |
|            | Impress    | Một chương trình trình diễn giống như Microsoft PowerPoint. Các bản trình bày có thể được xuất dưới dạng file SWF, cho phép chúng được xem trên bất kỳ máy tính nào có cài đặt Adobe Flash Player. |
|            | Draw       | Một trình soạn thảo và công cụ lập biểu đồ đồ họa vector tương tự như Microsoft Visio và có thể so sánh các tính năng với các phiên bản đầu tiên của CorelDRAW. Nó cung cấp các kết nối giữa các hình dạng, có sẵn trong một loạt các kiểu đường và tạo điều kiện cho các bản vẽ tòa nhà như sơ đồ. Nó cũng bao gồm các tính năng tương tự như phần mềm xuất bản trên máy tính để bàn như Scribus và Microsoft Publisher. Nó cũng có thể hoạt động như một trình soạn thảo tệp PDF |
|            | Math       | Một ứng dụng được thiết kế để tạo và chỉnh sửa các công thức toán học. Ứng dụng sử dụng một biến thể của XML để tạo các công thức, như được định nghĩa trong đặc tả OpenDocument. Các công thức này có thể được kết hợp vào các tài liệu khác trong bộ LibreOffice, chẳng hạn như các công thức được tạo bởi Writer hoặc Calc, bằng cách nhúng các công thức vào tài liệu. |

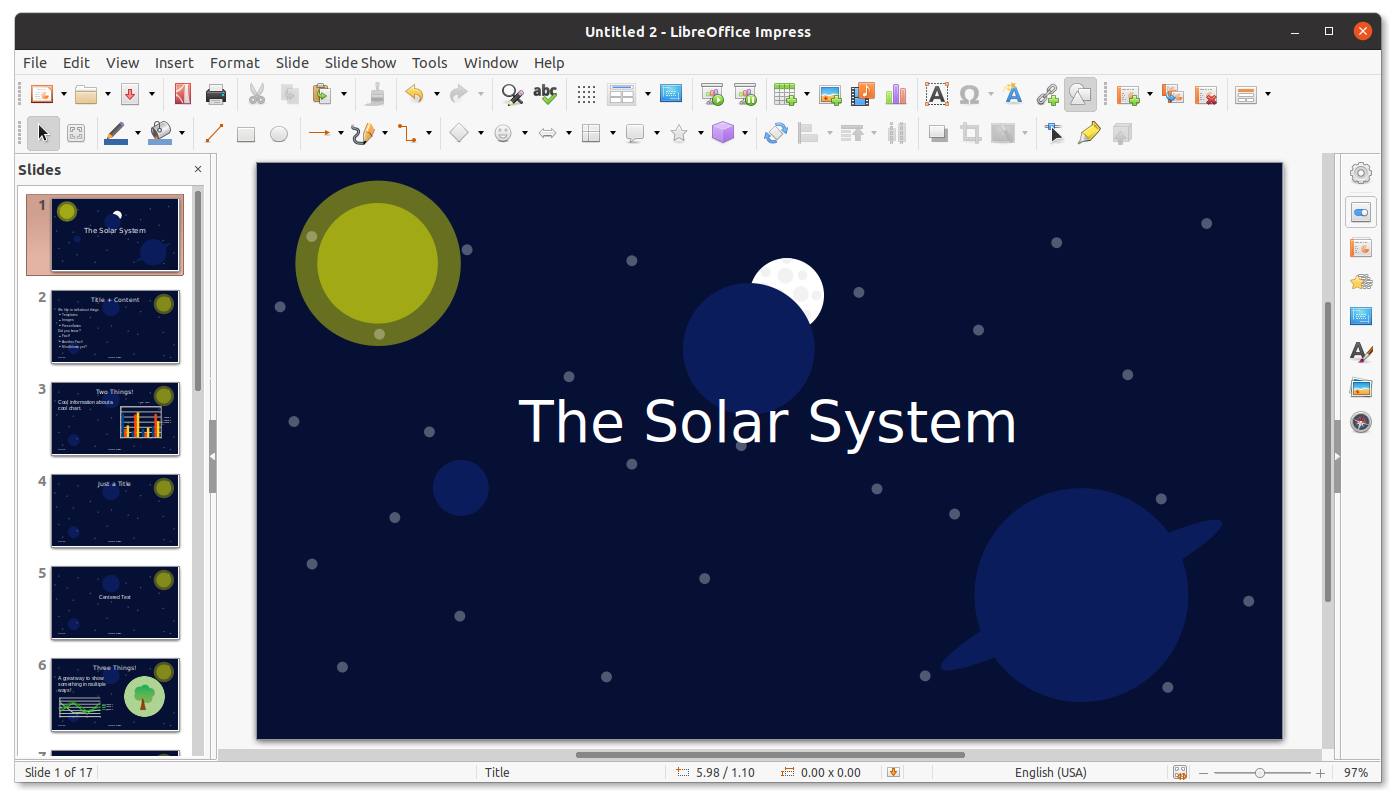
Giao diện LibreOffice Impress trong Ubuntu

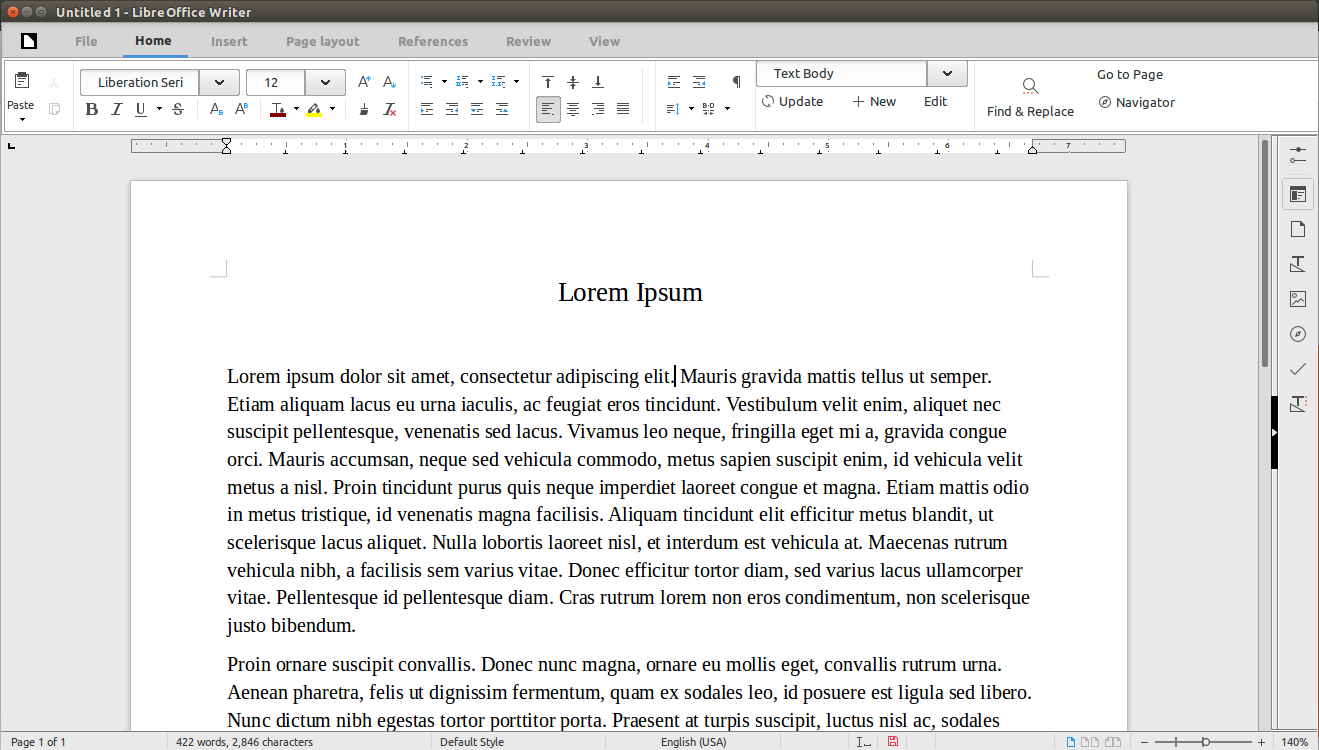
Ảnh chụp màn hình LibreOffice 5.3 Writer dùng giao diện MUFFIN đang chạy trên Ubuntu 16.04

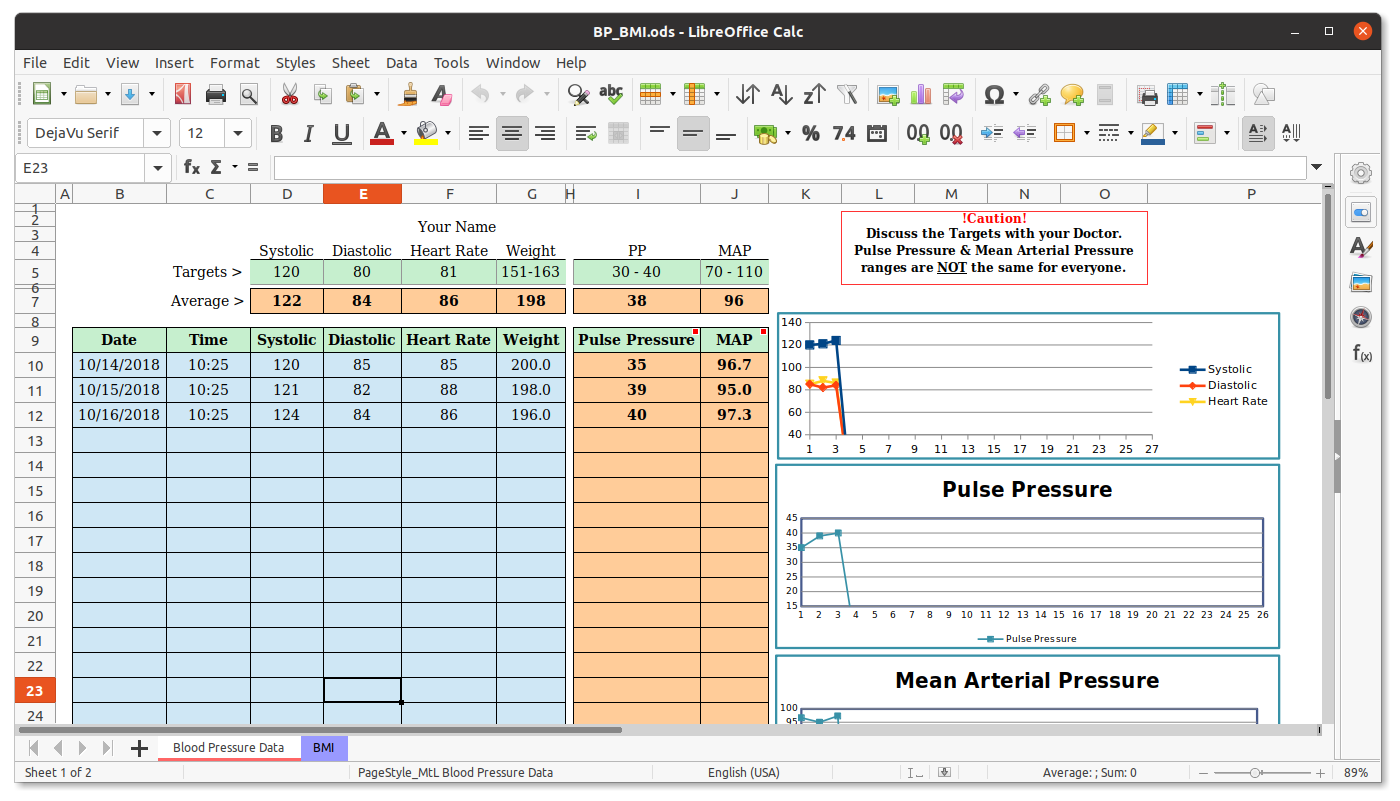
Calc trong LibreOffice 6.4

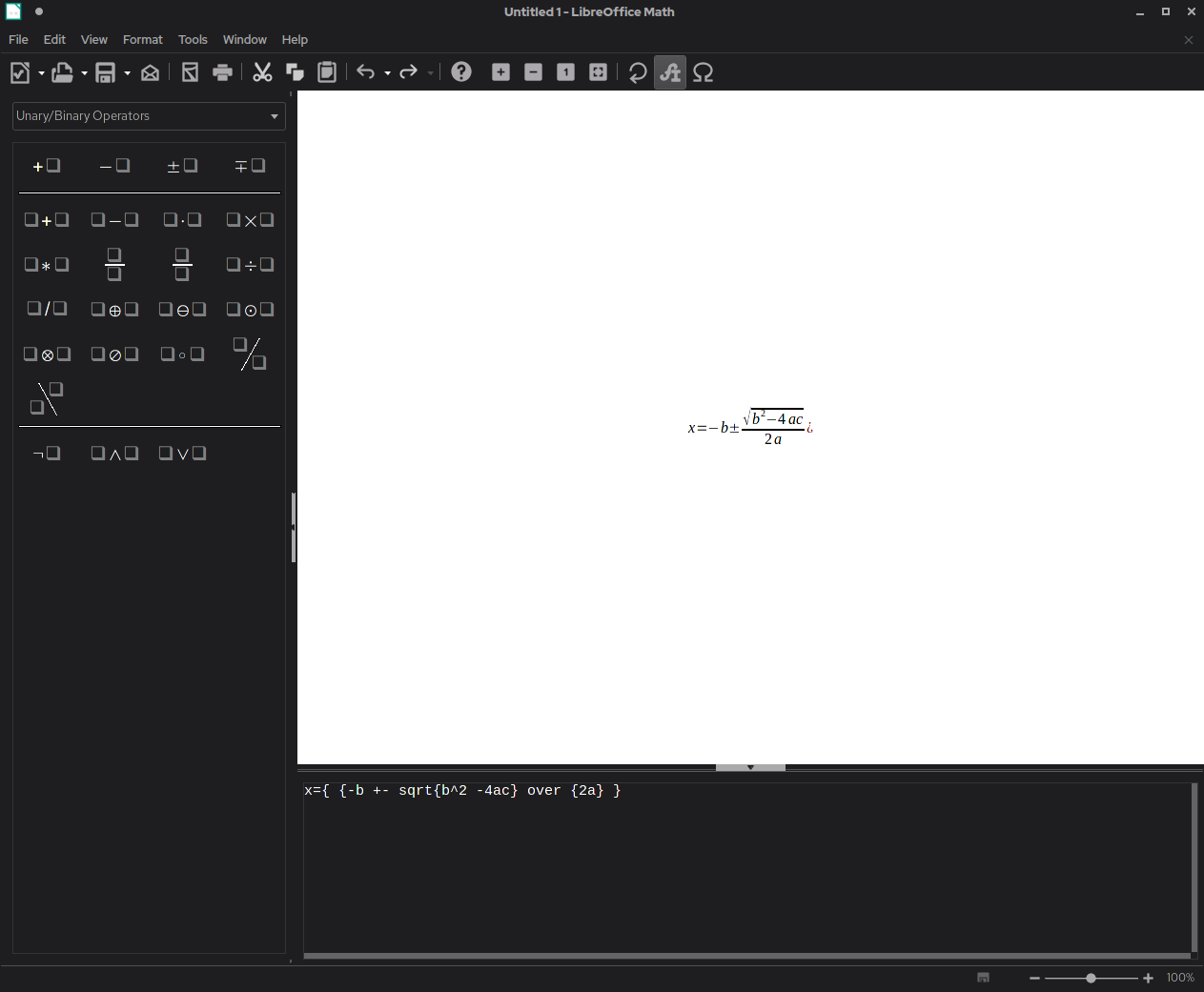
LibreOffice Math chạy trên Arch Linux

|            | Base       | Một hệ quản trị cơ sở dữ liệu, tương tự Microsoft Access. LibreOffice Base cho phép tạo và quản lý cơ sở dữ liệu cũng như việc chuẩn bị các biểu mẫu và báo cáo cung cấp cho người dùng cuối dễ dàng truy cập dữ liệu. Giống như Access, nó có thể được sử dụng để tạo các cơ sở dữ liệu nhúng nhỏ được lưu trữ cùng với các file tài liệu (sử dụng Firebird dựa trên HSQLDB và C++ dựa trên Java), và cho các tác vụ đòi hỏi khắt khe hơn, nó cũng có thể được sử dụng làm giao diện người dùng cho các hệ thống cơ sở dữ liệu khác nhau, bao gồm cơ sở dữ liệu Access (JET), nguồn dữ liệu ODBC/JDBC và MySQL, MariaDB, PostgreQuery hoặc Microsoft Access. Công việc đang diễn ra để chuyển đổi công cụ lưu trữ nhúng từ HSQLDB sang back-end Firebird SQL. Firebird đã được đưa vào LibreOffice như một tùy chọn thử nghiệm kể từ LibreOffice 4.2. |

### Hệ điều hành

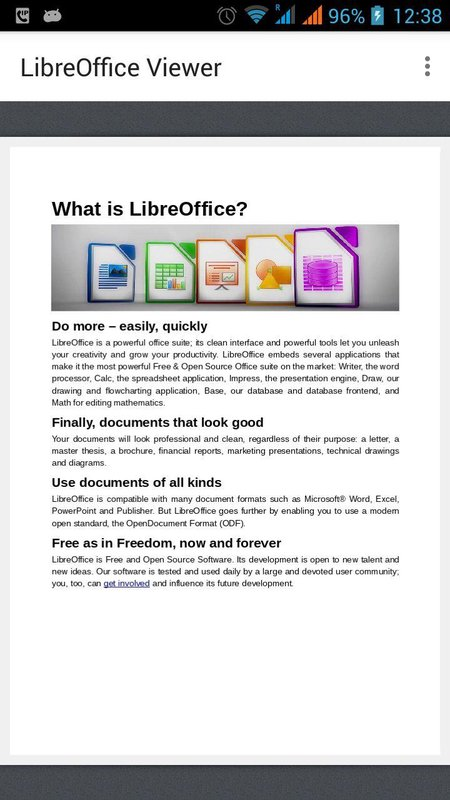
LibreOffice Viewer trên Android

Các nhà phát triển The Document Foundation hướng mục tiêu của LibreOffice đến Microsoft Windows (IA-32 và x86-64), Linux (IA-32, x86-64 và ARM) và macOS (x86-64). Cộng đồng ports đến FreeBSD, NetBSD, OpenBSD và Mac OS X 10.5, PowerPC nhận được hỗ trợ từ những người đóng góp cho những dự án, tương ứng LibreOffice cũng được cài trên OpenIndiana thông qua SFE.
Các phiên bản tiền nhiệm trong lịch sử của LibreOffice, trở lại StarOffice 3, đã chạy trên Solaris với các CPU SPARC mà Sun Microsystems (và sau này là Oracle) sản xuất. Bản port không chính thức của LibreOffice, các phiên bản hiện đã lỗi thời, đã hỗ trợ SPARC. Các port không chính thức hiện LibreOffice 5.2.5 chỉ chạy trên phần cứng tương thích với Intel, cho đến Solaris 11.
Năm 2011, các nhà phát triển đã công bố kế hoạch port LibreOffice sang Android và iOS. Phiên bản beta của trình xem tài liệu cho Android 4.0 trở lên đã được phát hành vào tháng 1 nặm 2015; Tháng 5/2015, LibreOffice Viewer for Android đã được phát hành với khả năng chỉnh sửa cơ bản.
Ứng dụng LibreOffice Impress Remote cho các hệ điều hành di động khác nhau cho phép điều khiển từ xa các bài thuyết trình LibreOffice Impress.

### LibreOffice Online
LibreOffice Online là phiên bản trực tuyến của LibreOffice. Nó cho phép sử dụng LibreOffice thông qua trình duyệt web bằng cách sử dụng phần tử canvas của HTML5. Việc phát triển đã được công bố tại LibreOffice Conference vào tháng 10/2011, và đang diễn ra. The Document Foundation, IceWarp, và Collabora tuyên bố hợp tác để triển khai. Một phiên bản của phần mềm đã được giới thiệu trong một hội nghị tháng 9 năm 2015, và UK Crown Commercial Service tuyên bố quan tâm đến việc sử dụng phần mềm. Ngày 15 tháng 12 năm 2015, Collabora, hợp tác với ownCloud, đã phát hành bản xem trước kỹ thuật của Libreoffice Online mang thương hiệu Collabora Online Development Edition (CODE). Tháng 7 năm 2016, Nextcloud và Collabora đã hợp tác để mang CODE đến người dùng Nextcloud. Đến tháng 10 năm 2016, Collabora đã phát hành chín bản cập nhật cho CODE. Bản phát hành mã nguồn đầu tiên của LibreOffice Online đã được thực hiện với phiên bản LibreOffice 5.3 vào tháng 2 năm 2017.

### Nét độc đáo của LibreOffice
Một báo cáo chi tiết 60 trang vào tháng 6 năm 2015 đã so sánh tiến độ của dự án LibreOffice với dự án liên quan Apache OpenOffice. Nó cho thấy rằng "OpenOffice đã nhận được khoảng 10% những cải tiến mà LibreOffice đã làm trong khoảng thời gian nghiên cứu."

### Các tính năng khác
LibreOffice có thể dùng framework đa phương tiện GStreamer trong Linux để kết xuất các nội dung đa phương tiện ví dụ như videos trong Impress và các chương trình khác.
Trực quan, LibreOffice đã sử dụng các biểu tượng "kiểu Tango" lớn được sử dụng cho các phím tắt ứng dụng, biểu tượng khởi chạy nhanh, biểu tượng cho các tệp được liên kết và cho các biểu tượng được tìm thấy trên thanh công cụ của các chương trình LibreOffice trước đây. Chúng cũng được sử dụng trên thanh công cụ và menu theo mặc định. Sau này LibreScript đã tích hợp nhiều chủ đề biểu tượng để điều chỉnh giao diện của môi trường desktop cụ thể, chẳng hạn như Colibre cho Windows và Elementary for GNOME.
LibreOffice cũng phân phối với một chủ đề được sửa đổi trông giống bản phân phối Linux dựa trên GTK. Nó cũng kết xuất phông chữ thông qua Cairo trên các bản phân phối Linux; điều này có nghĩa là văn bản trong LibreOffice được hiển thị giống như phần còn lại của desktop Linux.
Với phiên bản 6.2, LibreOffice bao gồm GUI kiểu Ribbon, được gọi là Notebookbar, bao gồm ba chế độ xem khác nhau. Tính năng này trước đây đã được đưa vào làm tính năng thử nghiệm trong LibreOffice 6 (các tính năng thử nghiệm phải được bật từ cài đặt LibreOffice sđể cung cấp tùy chọn này trong menu View).
LibreOffice có một tính năng tương tự như WordArt được gọi là Fontwork.

### Cấp phép
Dự án LibreOffice sử dụng giấy phép kép LGPLv3 (hoặc mới hơn)/MPL 2.0 cho những đóng góp mới để cho phép nâng cấp giấy phép. Kể từ khi cốt lõi của codebase OpenOffice.org đã được tặng cho Apache Software Foundation, có một nỗ lực không ngừng để có được tất cả các mã rebased để giảm bớt cập nhật giấy phép trong tương lai. Đồng thời, có những khiếu nại rằng trên thực tế IBM đã không phát hành mã Lotus Symphony dưới dạng nguồn mở, mặc dù đã tuyên bố. Có báo cáo cho rằng một số nhà phát triển LibreOffice muốn kết hợp một số phần mã và sửa lỗi mà IBM đã sửa trong phân nhánh OpenOffice của họ.

### Scripting và phần mở rộng
LibreOffice hỗ trợ các phần mở rộng của bên thứ 3. Tính đến  tháng 7 năm 2017, danh sách LibreOffice Extension Repository có hơn 320 extensions. Một danh sách khác được duy trì bởi Apache Software Foundation và một danh sách khác của Free Software Foundation. Extensions và scripts cho LibreOffice có thể viết bằng C++, Java, CLI, Python, và LibreOffice Basic. Các trình thông dịch cho hai phần sau được đóng gói với hầu hết các trình cài đặt  LibreOffice, do đó không cần cài đặt bổ sung. Giao diện lập trình ứng dụng cho LibreOffice được gọi là "UNO" và được ghi lại rộng rãi.

### LibreOffice Basic
LibreOffice Basic là một ngôn ngữ lập trình tương tự Microsoft Visual Basic for Applications (VBA) nhưng dựa trên StarOffice Basic. Nó có sẵn trong Writer, Calc và Base. Nó được dùng để viết những chương trình nhỏ được gọi là "macros", với mỗi macro thực hiện một nhiệm vụ khác nhau, chẳng hạn như đếm các từ trong đoạn văn.

## Lịch sử
Vào ngày 28 tháng 9 năm 2010, một số thành viên của Dự án OpenOffice.org thành lập một nhóm mới với tên gọi The Document Foundation và công bố một nhánh mới thay đổi nhãn hiệu từ OpenOffice.org, mà họ gọi là LibreOffice. Phân nhánh này được hình thành do các thành viên lo sợ rằng Oracle Corporation, sau khi mua lại hãng tài trợ trước đây của dự án là Sun Microsystems, rồi sẽ ngưng việc phát triển OpenOffice.org như họ đã làm với OpenSolaris. Người ta hy vọng LibreOffice chỉ là một cái tên tạm thời, vì Oracle cũng được mời làm thành viên của The Document Foundation, và được yêu cầu hiến tặng nhãn hiệu OpenOffice.org cho dự án.
Oracle từ chối dự án này và yêu cầu tất cả các thành viên thuộc Hội đồng Cộng đồng OpenOffice.org có liên hệ với The Document Foundation phải ra khỏi Hội đồng, vì cho rằng sẽ có mâu thuẫn về lợi ích.
Dự án Go-oo bị ngưng phát triển để tập trung vào LibreOffice. Các cải tiến của dự án này được đưa vào LibreOffice. Các cải tiến khác từ những phân nhánh khác được kỳ vọng sẽ được đưa vào LibreOffice.

### Phiên bản 3.3
Bản beta 1, dựa trên phiên bản beta của OpenOffice.org 3.3, đã được công bố vào ngày 28 tháng 9 năm 2010 - ngày ra mắt tổ chức. Bản ổn định 3.3 phát hành vào ngày 25 tháng 1 năm 2011. Vì The Document Foundation xem LibreOffice là sự tiếp nối của OpenOffice.org, LibreOffice 3.3 cũng dùng cách đánh số chung với mã nguồn OpenOffice.org.
LibreOffice 3.3 có một số tính năng không có trong OpenOffice.org 3.3 - các tính năng này rất khó đưa vào OpenOffice.org do chính sách nhượng bản quyền của Oracle. Các tính năng độc đáo bao gồm:
- Nhập hình ảnh SVG
- Bộ lọc nhập các văn bản Lotus Word Pro và MS Works
- Bộ nhập WordPerfect được cải tiến
- Hộp thoại cho trang tiêu đề
- Bộ điều hướng cho phép đóng mở tựa đề trong góc nhìn dạng cây
- Tính năng "thử nghiệm" cho phép các tính năng chưa hoàn tất có thể được dùng thử
- Một số gói mở rộng tích hợp, bao gồm Presenter View trong Impress
- Biểu tượng tài liệu phân biệt theo màu

Khi nhận xét về LibreOffice 3.3.0 vào ngày phát hành, Ryan Paul của Ars Technica nói, "Phần mềm giới thiệu một số tính năng mới rất giá trị và có những cải tiến trong tất cả các ứng dụng. Cụ thể, bản phát hành đã phản ánh sức mạnh ngày càng tăng của dự án LibreOffice mới mẻ. Các tính năng mới có trong LibreOffice 3.3 cải tiến các bộ tính năng của sản phẩm, độ dễ dùng, vận hành tốt giữa nhiều định dạng khác nhau. Ví dụ, nó đã cải tiến hỗ trợ nhập văn bản từ Lotus Word Pro và Microsoft Works. Một tính năng quan trọng khác là khả năng nhập nội dung SVG và sửa đổi hình ảnh SVG trong LibreOffice Draw."

### Phiên bản 3.6
Ra mắt ngày 8 tháng 8 các thay đổi chính gồm:
- Hỗ trợ cho các thang màu sắc và thanh dữ liệu trong Calc.
- Thêm Word Count thanh trạng thái.
- Hỗ trợ Office SmartArt.
- Thêm tùy chọn đóng dấu Watermark khi xuất PDF.
- Có thể tạo cùng lúc 10 trang mới trong Impress.
- Thêm các bộ lọc cho tài liệu Corel Draw.

### Tương lai
The Document Foundation nhắm đến việc phát hành các phiên bản lớn của LibreOffice sáu tháng 1 lần, và trùng với lịch tháng 3 / tháng 9 của các hệ thống phần mềm tự do khác. Lần phát hành lớn sắp tới là phiên bản 4.0, ra mắt ngày 10 tháng 2 năm 2013.
Canonical, Novell, và Red Hat dự kiến đưa LibreOffice vào các phiên bản tiếp theo của hệ điều hành của họ.